# 三元宫 (广州)
三元宫位于中国广州市越秀山南麓的应元路，是一座已有1600多年历史的道教宫观，主奉三官大帝。

## 历史

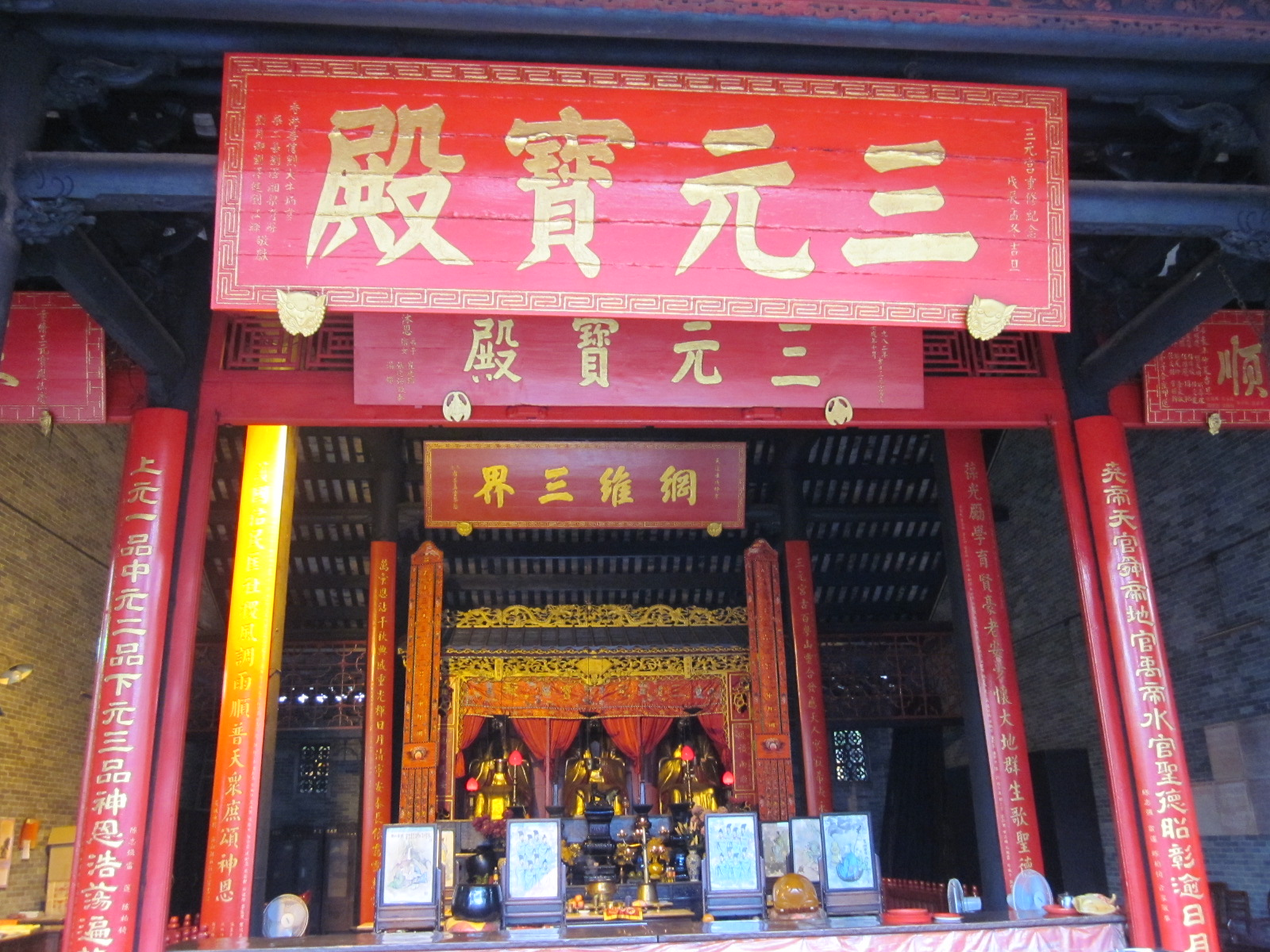
三元宫。

在南越国时期，三元宫的前身因位于广州城的北面而称北庙，到南越国灭亡后北庙慢慢地荒废。
东晋元帝大兴二年（319年），南海太守鲍靓为其女鲍姑在此修道行医而建造，称越岗院。
到唐代改为佛教的悟性寺，宋代复称北庙。
明朝洪武年间，广州扩展北城，开凿象岗建北门，因北庙位于门楼位置，于是把庙迁至现址。万历年间改建北庙，恢复道教性质，更名为三元宫（因道教以天、地、人为三元而得名），并沿用至今。崇祯年间扩建大殿，殿内供奉三元大帝，改鲍姑祠为配殿。
清朝康熙三十九年（1700年），广州发生旱灾，罗浮山冲虚观住持杜阳栋来到广州祈雨，后留任三元宫住持。其在任期间，重修和扩建三元宫，面积达8000平方米，又购地600多亩，被尊称为三元宫的开山祖师。
中華民國時期，曾把越秀山列为军事禁区，到三元宫参拜者锐减。陈济棠主政广东期间，提倡釋、道，興盛了三元宫。
中华人民共和国成立后，1965年9月广州市政府批准，以三元宫内钟鼓楼为界，把前半部分场地改作文化娱乐场所，后半部分仍归宫内道士使用。
文化大革命期间（1966-1976年），全部宫殿被霸占，神像及文物被全毁，宗教活动停止。到1982年7月，政府收回大殿及部分场地，恢复开放，至1990年才收回全部场地，1989年12月被公布为广州市市级文物保护单位。

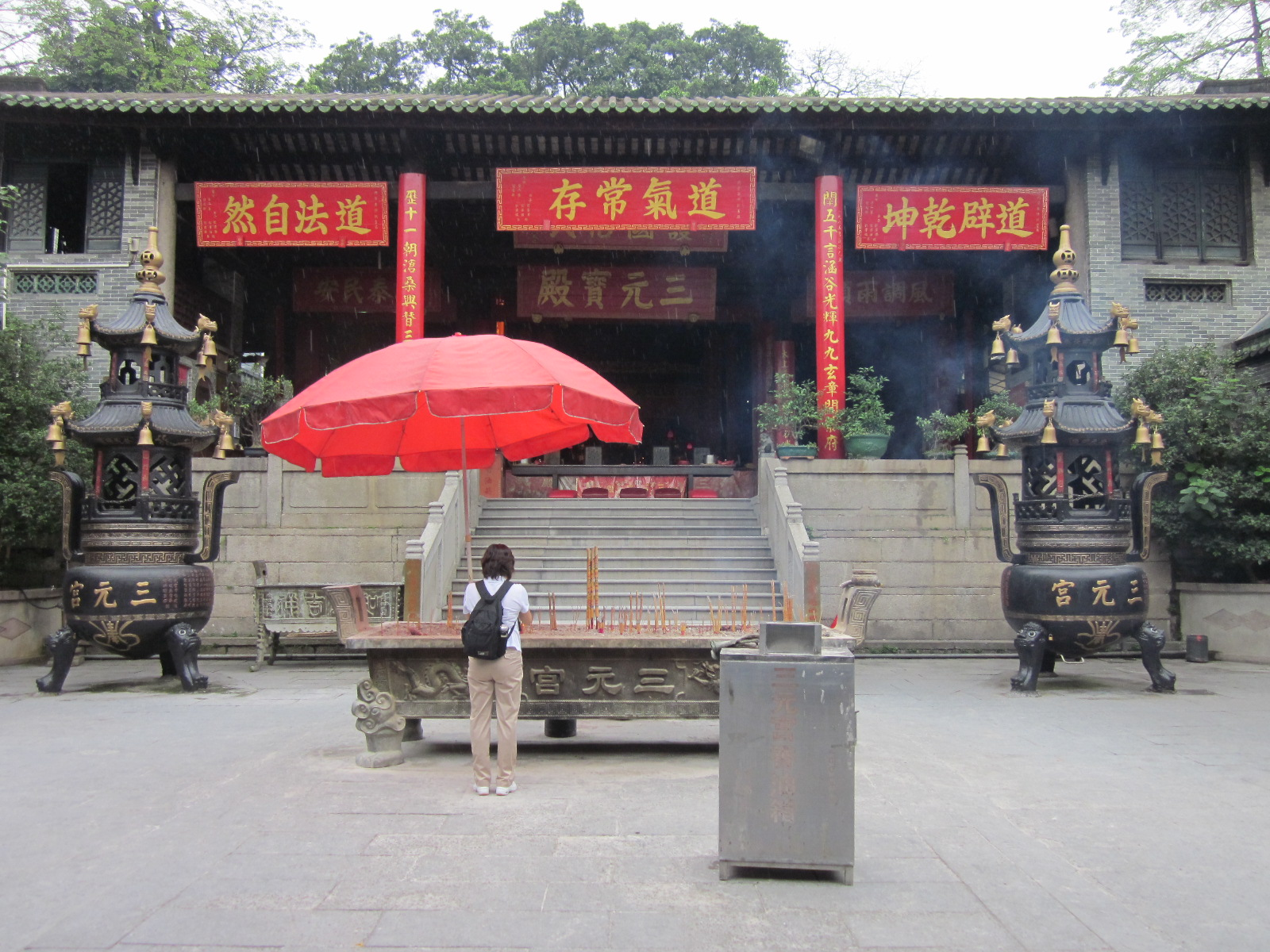
三元宫。

## 建筑

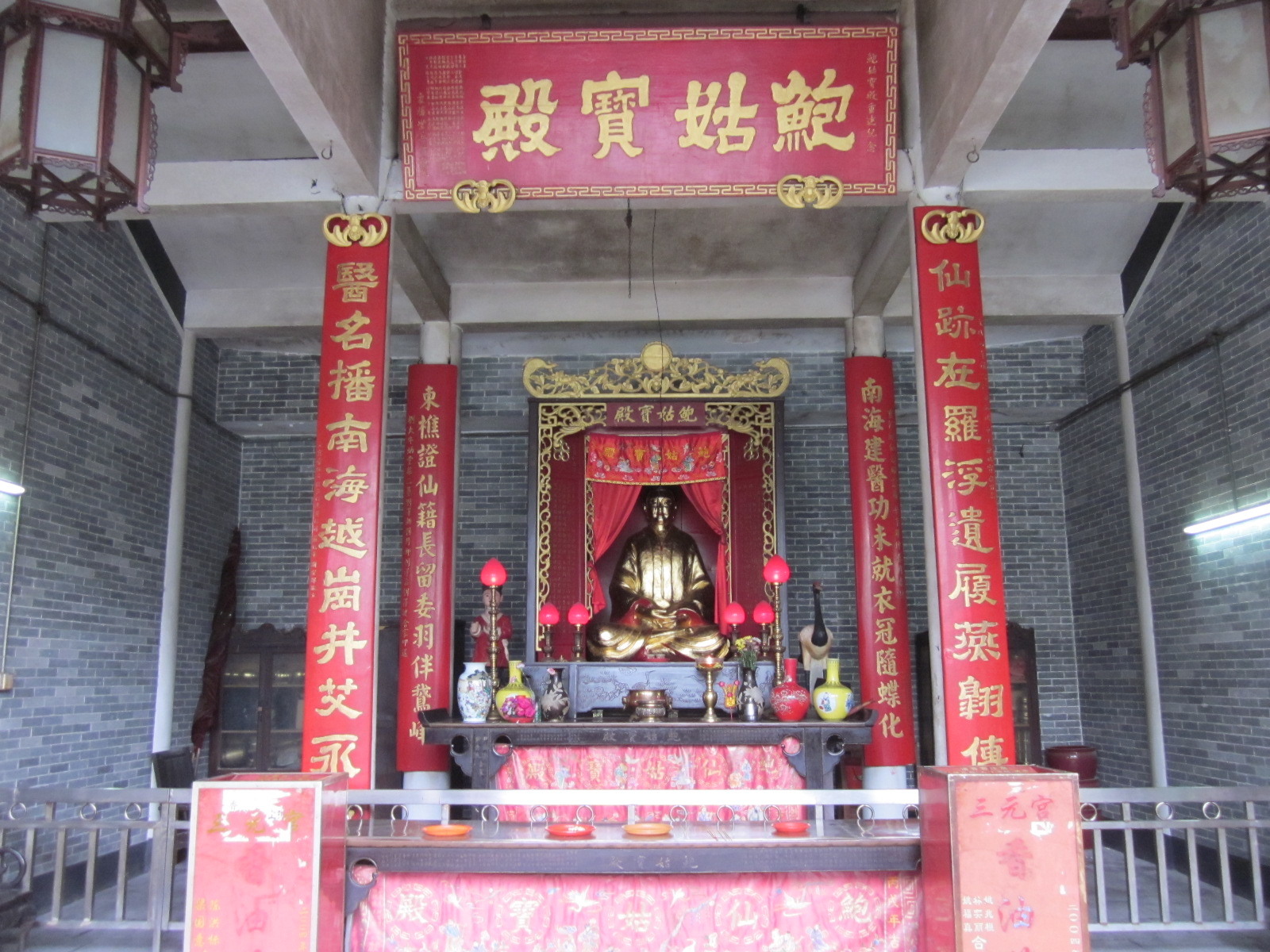
鲍姑寶殿

三元宫坐北向南，依越秀山而建，地势北高南低，占地约5100平方米。从地面登上40余级石阶可达山门，山门正上方有石刻“三元宫”三字，门两旁有楷书对联“三元古观，百粤名山”。
与山门相连的是灵宫殿，供奉有护法神王灵官。山门正对着的是三元宫的主殿三元殿，这是全宫的主体建筑。殿内供天官、地官、水官神像，又称尧、舜、禹三官大帝。
三元殿东、西两侧分别是吕祖殿和鲍姑殿，后面为老君殿，殿前两侧为钟鼓楼。大殿前有石阶和天井，天井周围是客堂、斋堂、祖堂、钵堂。

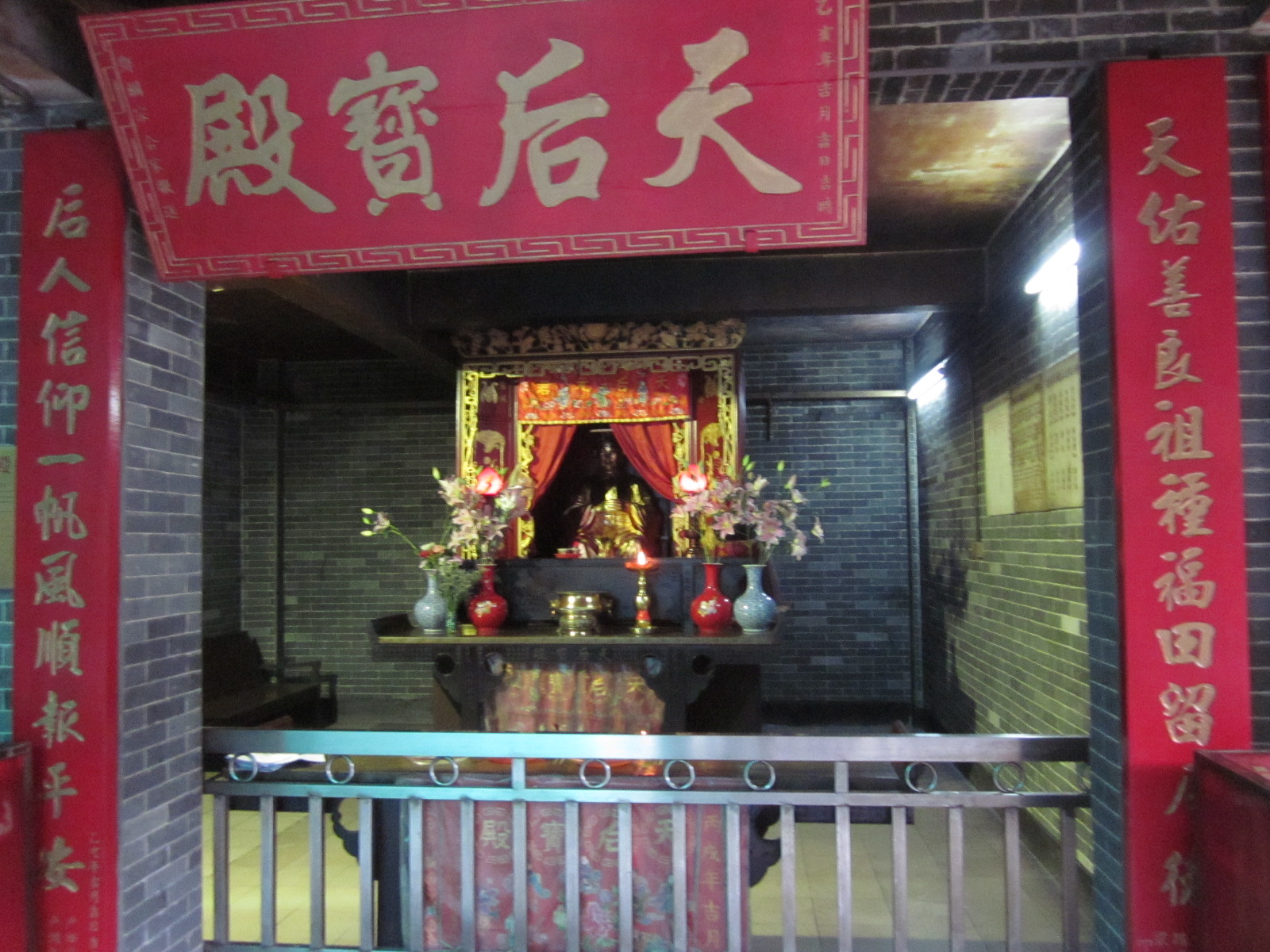
天后寶殿

## 馆内文物

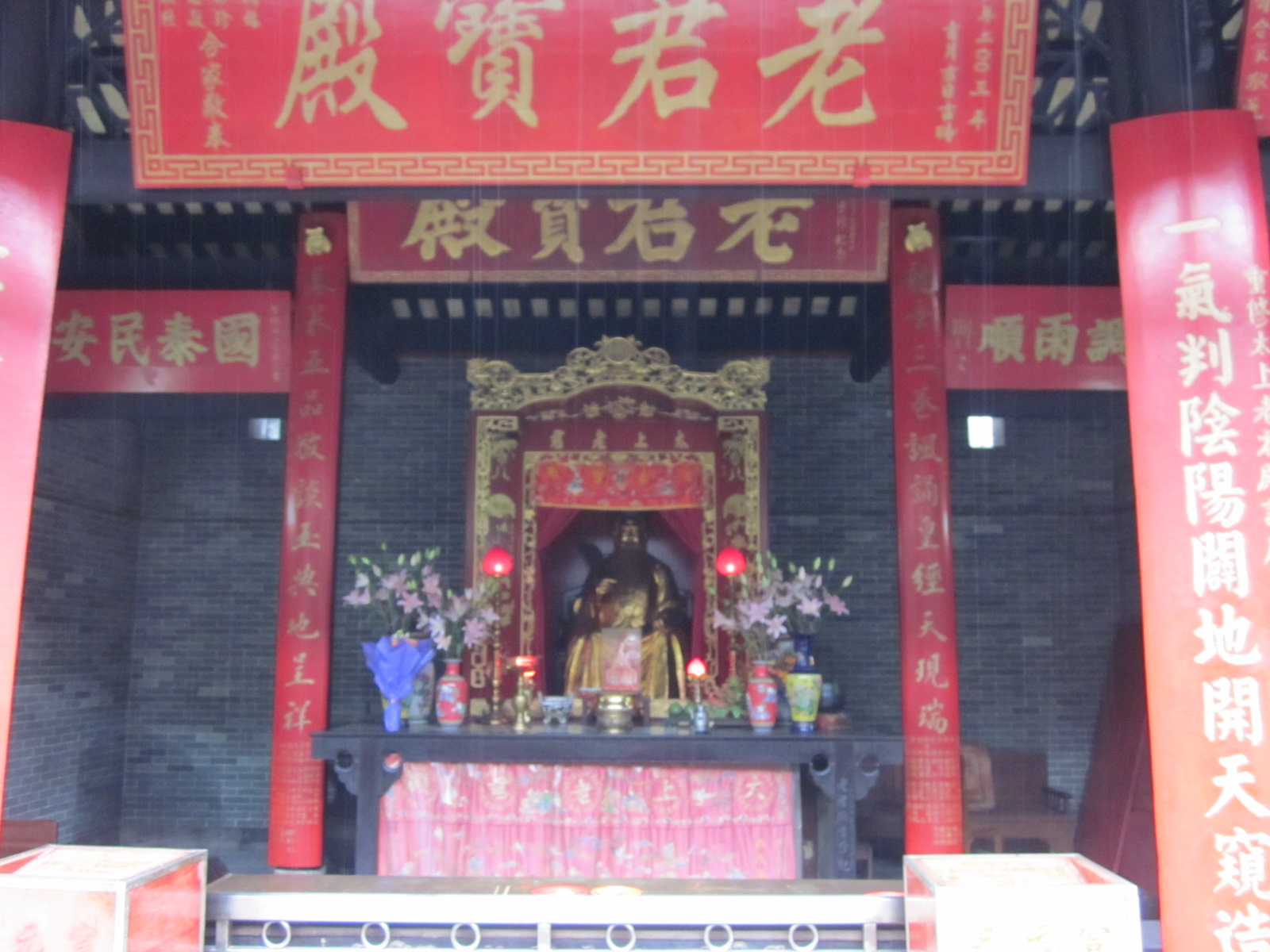
老君寶殿

三元宫有不少珍贵文物，包括清朝政府钦赐的“葆光励学”匾，尚可喜捐赠的大钟，康有为书法真迹及《道藏经》，但均在抗日战争和文化大革命中被毁。
现存唐代的观音石刻壁像，清朝同治二年（1863年）的门联，穴位针灸石刻图，三清图及虬龙古井等。

## 宗教活动
每年的上、中、下元节均有大批信众到此烧香朝拜。

## 公共交通

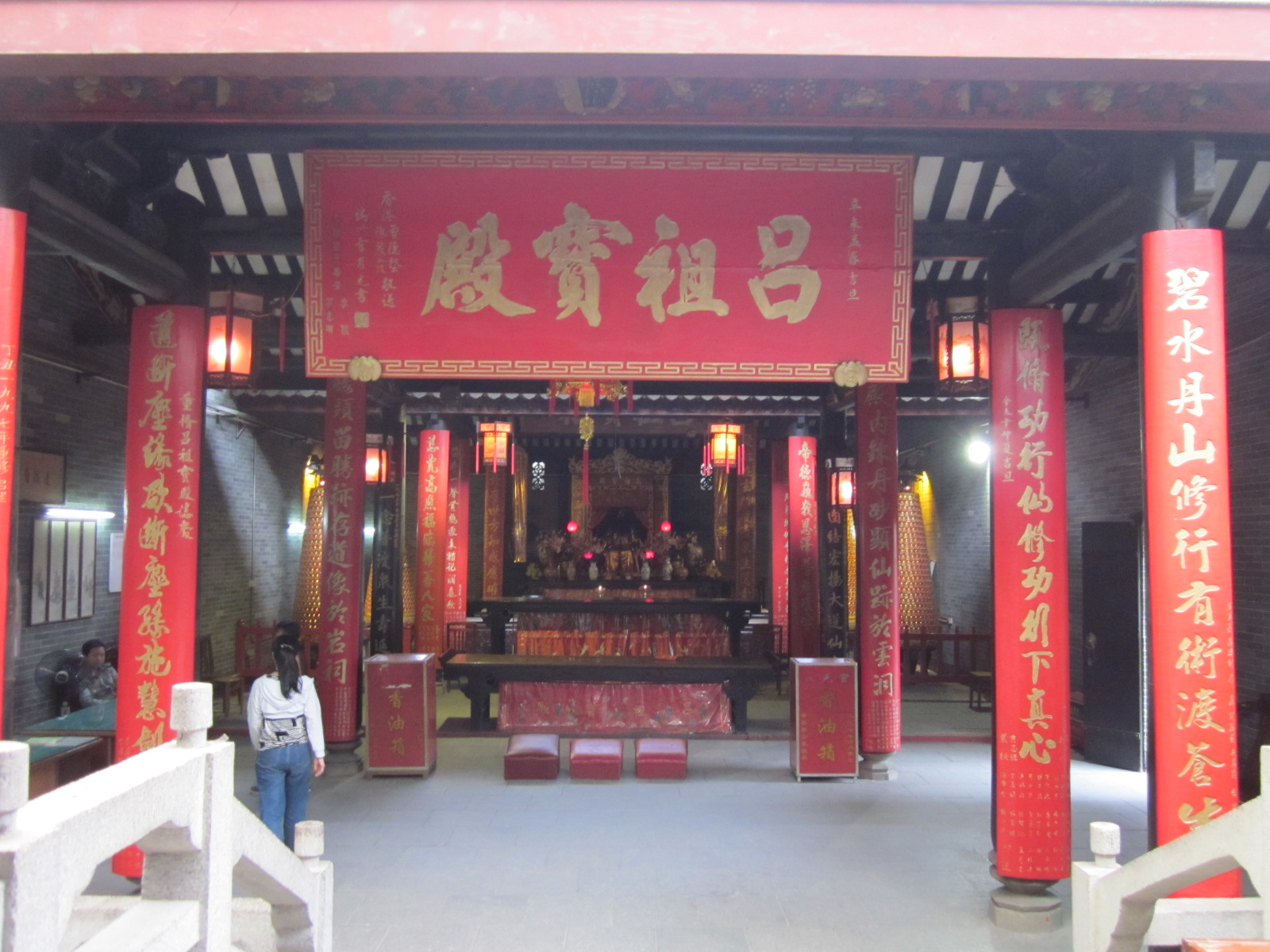
呂祖寶殿

- 地铁：纪念堂站
- 巴士：三元宫站

## 外部連結
- 第04期 三元宫 浮浮沉沉，尘事阅尽 忧忧戚戚，道气常存 - 《南方都市報》
- 广州故事：三元宫

23°8′16.20″N 113°15′28.59″E / 23.1378333°N 113.2579417°E